# Молокосос (фільм)
Молокосос (англ. The Greenhorn) — американська короткометражна кінокомедія режисера Чарльза Райснера 1921 року.

## У ролях
- Ллойд Гамільтон
- Кетлін Майерс